# Tunggulan
Tunggulan är en kulle i Indonesien.   Den ligger i provinsen Aceh, i den västra delen av landet, 1 500 km nordväst om huvudstaden Jakarta. Toppen på Tunggulan är 40 meter över havet.
Terrängen runt Tunggulan är varierad.Runt Tunggulan är det ganska tätbefolkat, med 134 invånare per kvadratkilometer. I omgivningarna runt Tunggulan växer i huvudsak städsegrön lövskog.